# Malous jul
Malous jul är en dansk julfilm från 2020 i regi av Claus Bjerre efter ett manus av Bjerre och Frederik Meldal Nørgaard.

## Handling
Malou kommer i familjevård på en liten ö med julglada Bibi och Leif. Malou hatar både julen och ön och vill åka så fort som möjligt. Hon sluter därför en pakt med trädgårdsmästaren Nils, som ska hjälpa henne att göra så mycket besvär att hon blir utslängd. Lika långsamt börjar dock Malou känna sig både sedd och omfamnad av människor på ön och hon ångrar sin överenskommelse med Nils. Men pakten är inte på väg att ändras, om inte Malou kan övertyga Bibi och Leif om att de kan lita på henne. Det är första gången Malou har något att kämpa för och inte emot, och hon vill verkligen vinna den kampen.[1]

## Rollista
- Karla My Nordquist – Malou
- Lars Ranthe – Nils
- Jytte Kvinesdal – Bibi
- Ulver Skuli Abildgaard – Leif
- Sofie Stougaard – Janne
- Holger Østergaard – Henning
- Susanne Billeskov – Else
- Stine Schrøder Jensen – Clara
- Hannah Uhrenholt – Emma
- Annika Mølgaard Petersen – Freya
- Bertram Degn – Jeppe
- Katja Holm – Jeppes mamma
- Bertram Robin Grahede – Kenny
- Sophia Keller Lauritzen – Jessicas röst

## Produktion
Filmen producerades av Ja Film i samarbete med TV 2 Danmark med stöd från Danska filminstitutet och Den Vestdanske Filmpulje och distribuerades i Danmark av Angel Films.
Filmen spelades in i Syddjurs kommun med omnejd medan vissa scener spelades in i studio i Århus.